# Jazz Lintott
Jazz Lintott (* im Februar 1986 in London, England) ist ein britischer Schauspieler und Filmproduzent.

## Leben
Lintott realisierte von 2000 bis 2002 am Westminster City Council einige Schulprojekte als Co-Koordinator. Er machte seinen Bachelor of Arts im Fach Schauspiel am Brighton College. Er arbeitet seit 2012 als selbstständiger Schauspieler und Produzent.
2006 debütierte er im Kurzfilm The Life of Bob als Schauspieler. Nach einer Episodenrolle 2009 in The Bill folgte eine größere Rolle im Fernsehfilm
Triassic Attack. In den nächsten Jahren folgten weitere, meist kleinere Rollen in verschiedenen Spielfilmen. Seit 2014 tritt er zudem als Filmproduzent in Erscheinung.

## Filmografie

### Schauspieler
- 2006: The Life of Bob (Kurzfilm)
- 2009: The Bill (Fernsehserie, Episode 25x45)
- 2010: Triassic Attack (Fernsehfilm)
- 2011: Daybreak (Fernsehserie, eine Episode)
- 2011–2012: The Real Hustle (Fernsehserie, 20 Episoden)
- 2012: Strippers vs Werewolves
- 2012: One Square Mile: London (Kurzfilm)
- 2012: U.F.O.
- 2012: Airborne – Come Die with Me (Airborne)
- 2014: The Ninth Cloud
- 2014: Devil’s Tower
- 2016: The Intent
- 2020: I Am Pilate (Kurzfilm)
- 2021: No Reasons

### Produzent
- 2014: Wasteman Diaries (Kurzfilm)
- 2014: Devil’s Tower
- 2019: Madness in the Method
- 2020: The Re-Up (Mini-Serie, Episode 1x02)